# Fageibiantes
Fageibiantes is een geslacht van hooiwagens uit de familie Biantidae.
De wetenschappelijke naam Fageibiantes is voor het eerst geldig gepubliceerd door Roewer in 1949. 

## Soorten
Fageibiantes omvat de volgende 2 soorten:
- Fageibiantes bicornis
- Fageibiantes bispina